# Rosa Luz Alegría
Rosa Luz Alegría, född 1949, var Mexikos turistminister 1980-1982. Hon var den första kvinnliga ministern i Mexiko.